# 김영순 (1949년)
김영순(金榮順, 1949년 7월 15일 ~ )은 대한민국의 정치인이다. 송파구청장을 역임했다.

## 주요 활동
그녀는 통일민주당 당무위원 겸 여성국장, NGO, 교수, 한나라당 부대변인 등을 거쳐 2006년 자치단체장 선거에 출마하여 서울특별시 최초의 여성 구청장으로 당선되었다.

## 경력
- 1988년 : 통일민주당 당무위원 겸 여성국장
- 1991년 : 민주자유당 대표최고위원 여성정책보좌역
- 1993년 : 민주자유당 당무위원 겸 여성국장
- 1993년 ~ 1995년 : 정무제2차관
- 1993년 ~ 1995년 : 국무총리실 산하 여성정책실무위원회 위원장
- 1995년 : 신한국당 당무위원 겸 동당 중앙연수원 부원장
- 1997년 ~ 2003년 : 한나라당 부대변인
- 1997년 : 대전대학교 경영행정대학원 객원교수
- 1999년 ~ 2000년 : 일본 와세다대학교 정치학과 방문교수
- 1999년 : 대한가족보건복지협회(PPFK) 부회장
- 2003년 ~ 2005년 : 전문직여성(BPW)한국연맹 회장
- 2006년 7월 ~ 2010년 12월 : 제10대 서울특별시 송파구청장(민선, 한나라당)(민선4기 최초 여성기초단체장)
- 2010년 10월 ~ 2013년 12월 : 인구보건복지협회 회장
- 2010년 12월 ~ 2011년 12월 : 대통령실 대통령 여성특별보좌관
- 그린코리아포럼 상임대표
- 민족화해협력범국민협의회 고문
- 2017년 2월 ~ 2021년 1월 : 제16대 대한롤러스포츠연맹 회장

## 저서
- 최초는 짧고 최고는 길다 (2010년 1월 / 위즈덤하우스) ISBN 978-89-6086-228-9

## 논란
20대 총선에서 새누리당에 서울 송파구 을 후보 공천 신청을 냈다가 친박 인사로 분류되는 유영하 후보를 전략공천하자 탈당, 무소속 출마했다. 새누리당의 김무성 대표는 유영하 후보에 대한 전략공천을 거부하였다.
김영순 측은 새누리당 출신 무소속 보수 후보로 채현 후보가 있는데도 출마선언문을 통해 김영순이 '유일한 보수후보' '유일한 여권 후보'라고 공표하였다. 서울특별시선거관리위원회는 김영순 측이 출마선언문을 통해 공표한 사실이 허위사실이라고 결정하였다. 김영순 선거사무소측은 선거관리위원회에 자원봉사자 양 아무개가 출마선언문을 작성 배포했다고 해명하였다. 결국 선거에서 낙선했다.

## 역대 선거 결과
|  | 38.50% |

|  | 56.43% |

|  | 39.54% |

## 참고 자료
- 김영순 지역단체장 블로그
- <동영상> 김영순 송파구청장 출판기념회 ‘최초는 짧고 최고는 길다’